# Vendôme

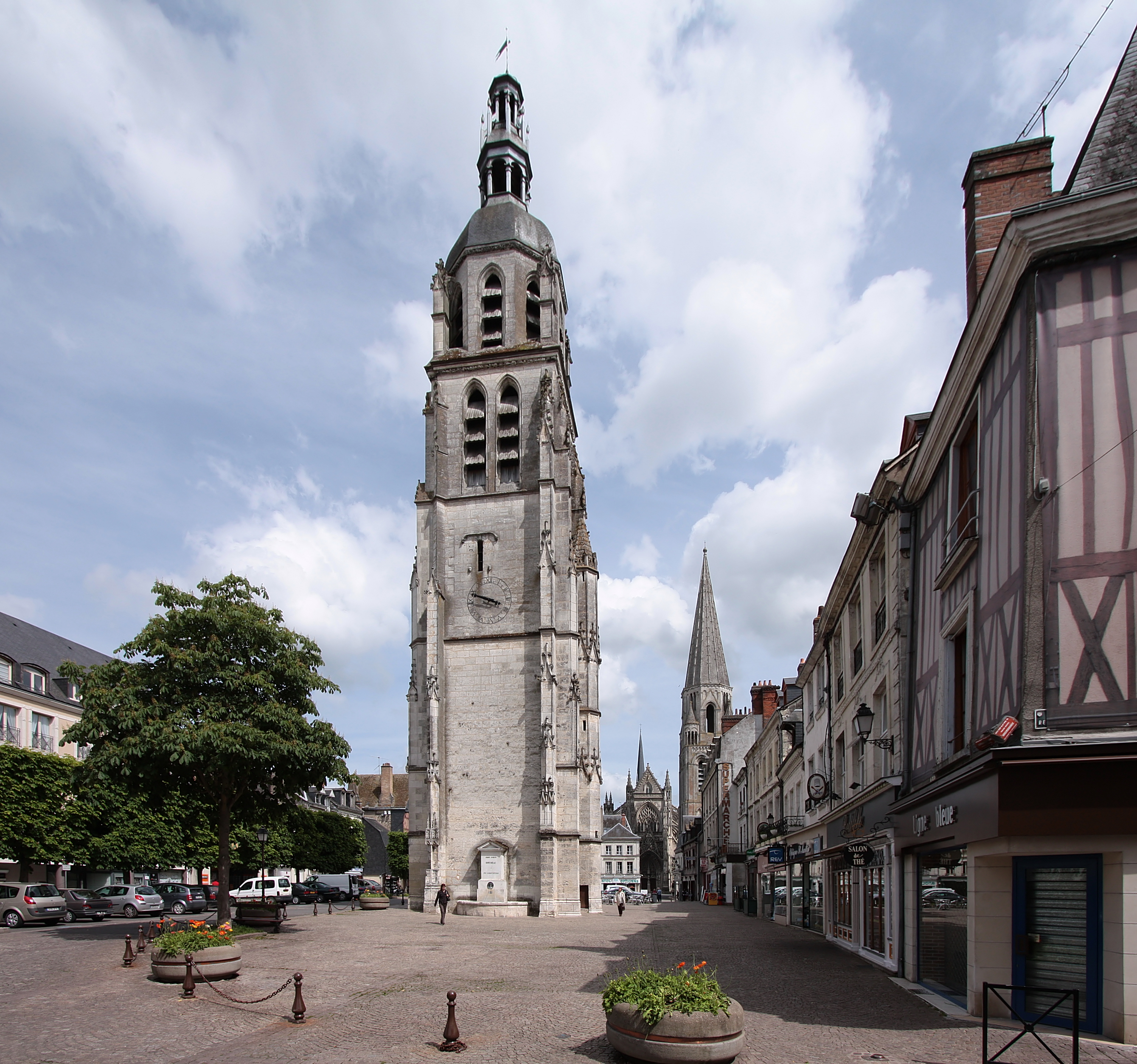
Vendôme – Place St-Martin mit dem Turm der ehemaligen Kirche Saint-Martin

Vendôme ist eine zentralfranzösische Stadt und eine Gemeinde (Frankreich) mit 15.566 Einwohnern (Stand 1. Januar 2022) im Département Loir-et-Cher in der Region Centre-Val de Loire. Vendôme ist Sitz der  (Unterpräfektur) des Arrondissements Vendôme. Der Name der Stadt hat – mit einem Umweg über die Pariser Place Vendôme – einen luxuriösen Beigeschmack erhalten, der dem Ort selbst nicht entspricht.

## Lage und Klima
Die Stadt Vendôme liegt in einer Höhe von etwa 110 m am Fluss Loir, der die Altstadt mit zwei Armen umgibt. Paris ist ca. 175 km in nordöstlicher Richtung entfernt; nächstgrößere Städte sind Orléans (ca. 80 km östlich), Le Mans (ca. 75 km nordwestlich), Chartres (ca. 90 km nördlich) und Blois (ca. 35 km südöstlich). Das Klima ist gemäßigt; Regen (ca. 750 mm/Jahr) fällt übers Jahr verteilt.

## Bevölkerungsentwicklung
| Jahr                       | 1800  | 1851  | 1901  | 1954   | 1999   | 2021   |
| Einwohner                  | 7.555 | 9.325 | 9.459 | 10.811 | 17.707 | 15.747 |
| Quellen: Cassini und INSEE |       |       |       |        |        |        |

Die Mechanisierung der Landwirtschaft und die Stilllegung von bäuerlichen Kleinbetrieben („Höfesterben“) auf dem Lande haben in hohem Maße zur Abwanderung der Bevölkerung in die Städte („Landflucht“) und dem dortigen rapiden Anstieg der Einwohnerzahlen im 20. Jahrhundert beigetragen.

## Wirtschaft
Abgesehen von seiner Rolle als Handels- und Verkehrszentrum entwickelten sich im Mittelalter die für eine Stadt üblichen Gewerbe. Seit dem Jahr 1990 ist Vendôme an das Streckennetz des LGV Atlantique angeschlossen; der Bahnhof befindet sich im ca. 5 km entfernten Ort Villiers-sur-Loir.

## Geschichte
Vendôme war als Vindocinum eine gallorömische Ansiedlung, die im 10. Jahrhundert zur Grafschaft erhoben wurde. Im Jahr 1035 wurde hier unter dem Grafen Gottfried II. Martel eine Benediktiner-Abtei gegründet. Die vom Grafen aus Konstantinopel mitgebrachten Reliquien, eine Träne Jesu und ein Arm des hl. Georg (seit der Säkularisation des Klosters im Vatikan), begründeten die Bedeutung Vendômes als Station des Jakobsweges (Variante der Via Turonensis) und als religiöses Zentrum, das im Hochmittelalter erheblich zur Entwicklung der Stadt beitrug.
Stadt und Burg waren häufig umkämpft. Im 12. Jahrhundert war das Vendômois Austragungsort des Machtkampfes der Plantagenets mit dem französischen Königshaus. Im Jahr 1188 nahm König Philipp II. von Frankreich die Burg Vendôme ein, die aber wenig später von Richard Löwenherz zurückerobert wurde. 1194 besetzte Philipp die Stadt Vendôme erneut und belagerte wiederum die Burg. Mit dem von Löwenherz herbeigeführten Entsatzheer lieferte sich Philipp am 3. Juli des Jahres die Schlacht bei Fréteval (nordöstlich von Vendôme), in welcher der englische König ihn besiegte.
Im Jahr 1515 wurde Vendôme von König Franz I. zugunsten Karls von Bourbon zum Herzogtum erhoben und mit der Pairswürde ausgestattet. 1562 wurde Karls Enkel Heinrich von Bourbon, der spätere König Heinrich IV., Herzog von Vendôme. Als Protestant in einem stark katholischen Herzogtum musste er zusehen, wie sich die Stadt mehr und mehr der Katholischen Liga annäherte. 1589, jetzt als König und Lehnsherr, musste Heinrich Vendôme zurückerobern, wobei mehrere Burgen, darunter die von Vendôme und Lavardin, zerstört wurden. Im Jahr 1598 machte Heinrich IV. seinen Sohn César zum Herzog von Vendôme. Die Stadt blieb bis 1712 bourbonisches Herzogtum.
Im Jahr 1796 erlangte die Stadt größere Bedeutung, da sie Sitz des Hohen Justizhofes war, dem damals obersten Gericht Frankreichs. Die Verfassung sah vor, dass dieses Gericht gerade nicht in der Hauptstadt Paris tagen sollte, sondern mindestens 120 Kilometer entfernt von dieser.

## Sehenswürdigkeiten

### Gotische Abteikirche (Dreifaltigkeitskirche; Eglise de la Trinité)

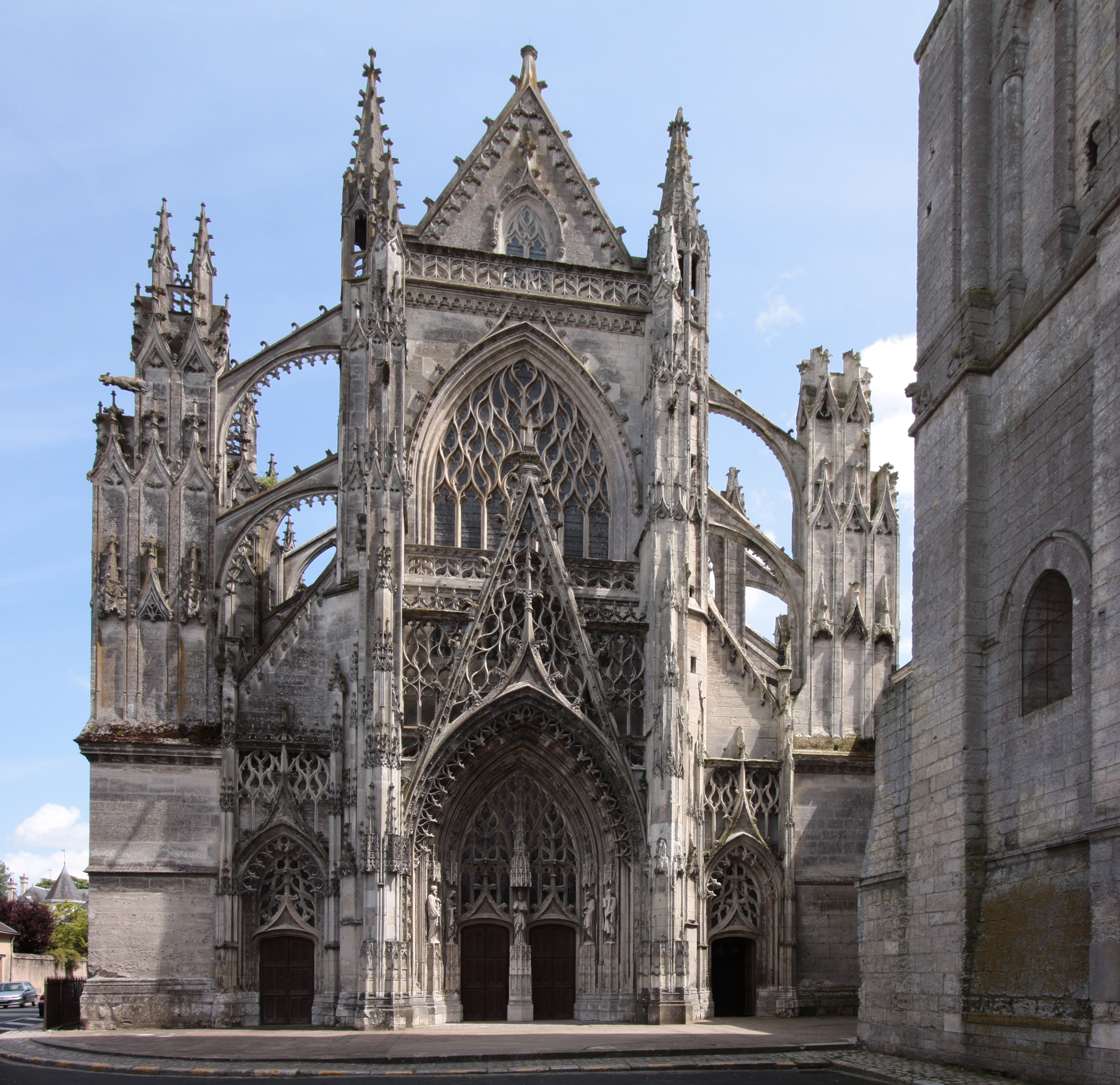
Turmlose Westfassade von Sainte-Trinité im Flamboyant-Stil

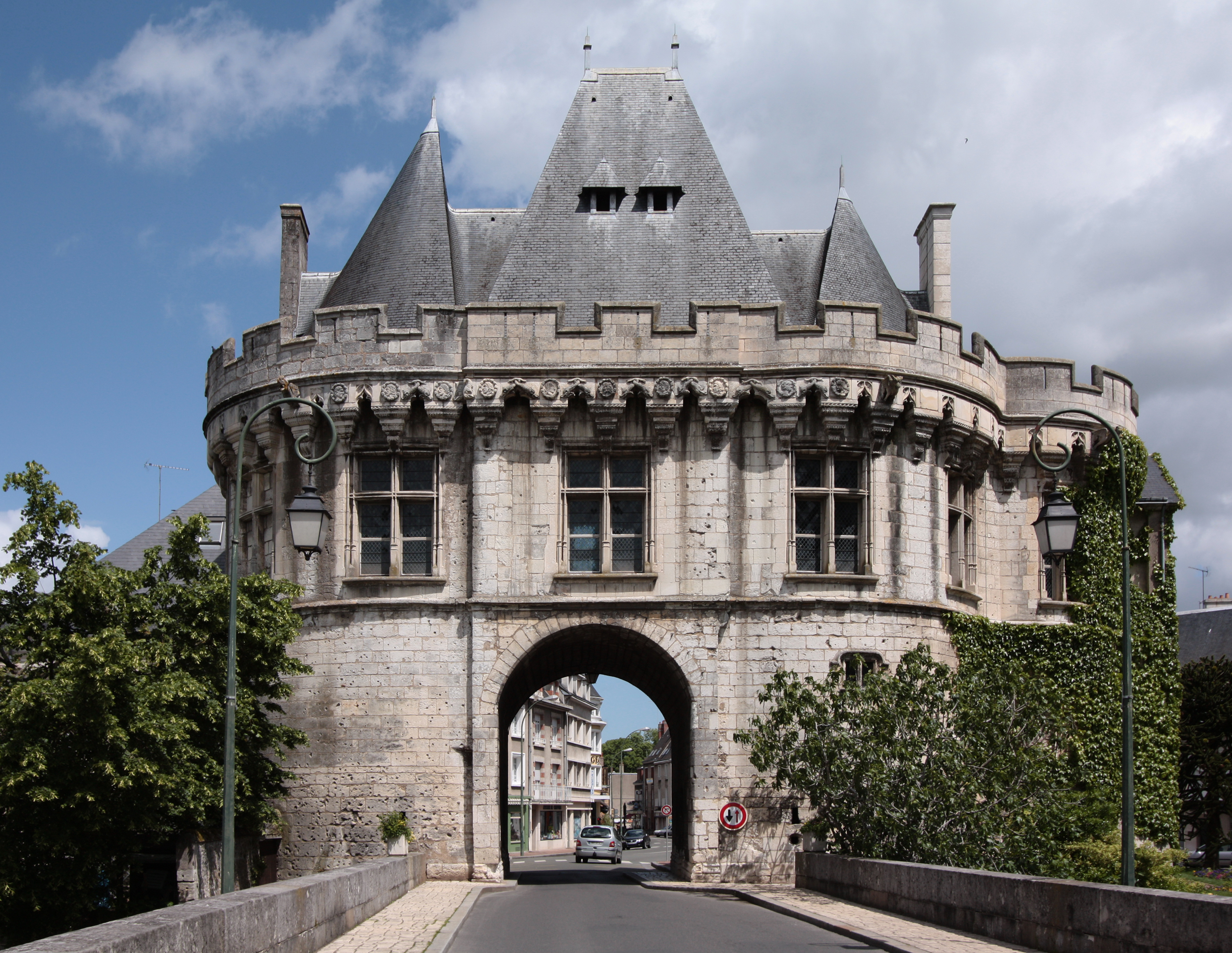
Porte Saint-Georges

Siehe Hauptartikel La Trinité (Vendôme)

### Porte Saint-Georges
Die Porte Saint-Georges aus dem 14. Jahrhundert ist mit ihren dicken Flankierungstürmen und der Renaissance-Zier aus dem 16. Jahrhundert ein markantes Relikt der ehemaligen Stadtbefestigung. In Revolutionszeiten musste der Durchgang verbreitert werden, damit Napoleons Truppen mit ihrem Kriegsgerät hindurchmarschieren konnten.

### Stadtzentrum
- Im Zentrum um die Place St-Martin herum fällt zuerst der einzeln stehende Turm auf dem Platz selbst auf. Er gehörte zur 1857 abgerissenen Renaissance-Kirche Saint-Martin und blieb alleine übrig.
- Einen mindestens ebenso eleganten Turm hat die Kirche La Madeleine von 1474, die ein hölzernes Tonnengewölbe vorweisen kann.
- Unterkunft fanden die Pilger auf dem Weg nach Santiago de Compostela in einem Hospiz, zu dem die Kapelle Saint-Jacques aus dem 15. Jahrhundert gehörte.
- Das benachbarte ehemalige Oratorianerkolleg aus dem 17./18. Jahrhundert (heute Rathaus) ist bekannt für seinen berühmten Zögling  Honoré de Balzac, der  1807, als Achtjähriger, unter die Fuchtel dieser Gemeinschaft geriet. Die für ihn trostlose bis 1813 währende Zeit hat der Dichter in seinem Roman Louis Lambert verarbeitet.

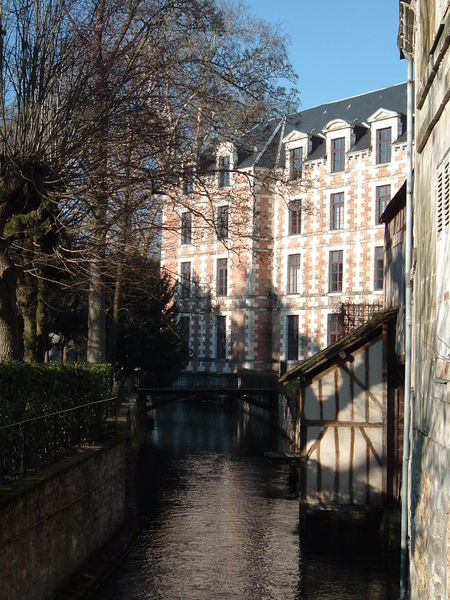
Das Rathaus am Loir, früheres Oratorianerkolleg
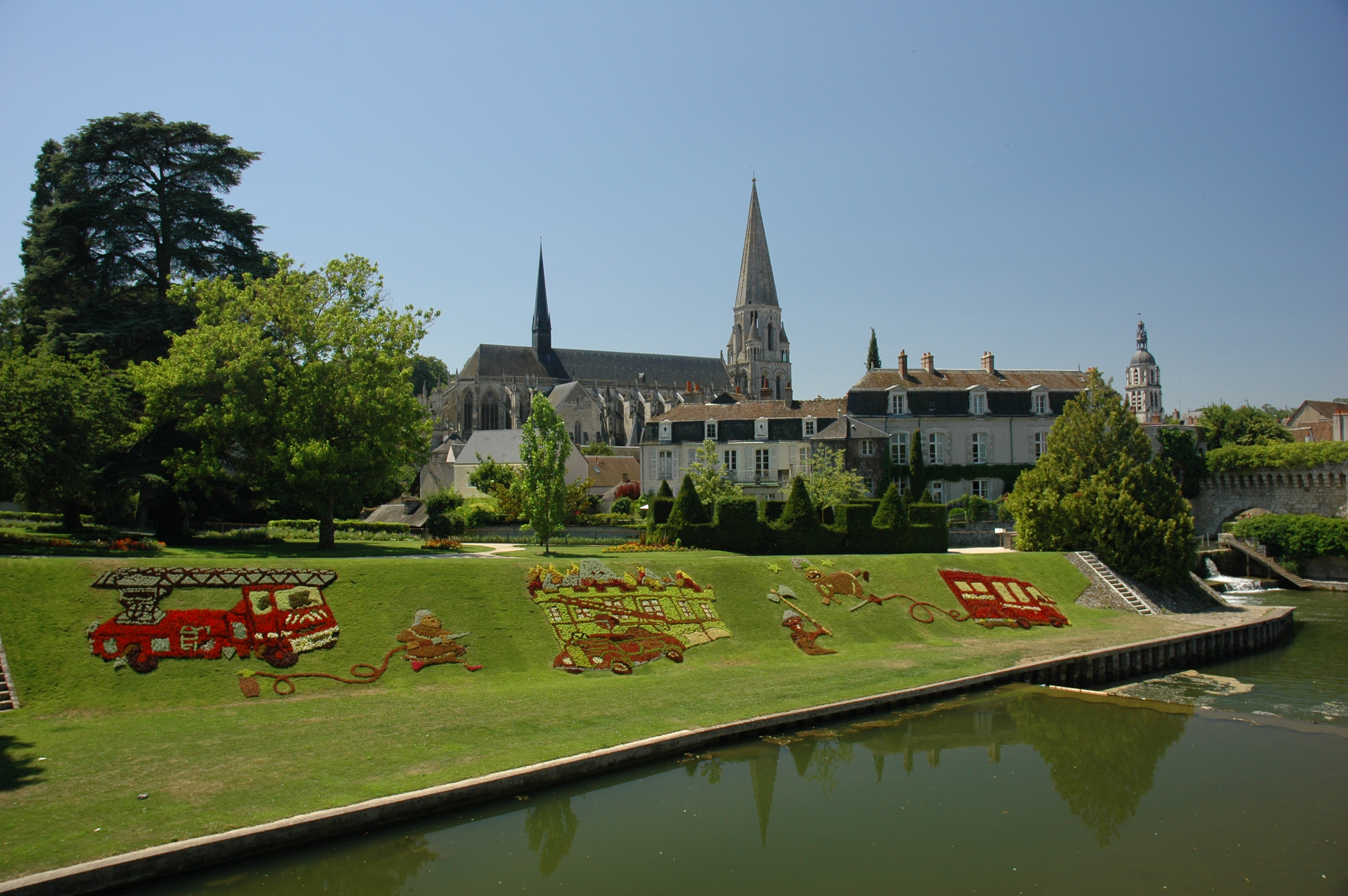
Klosterkirche Trinité und Kirche Sainte-Madeleine
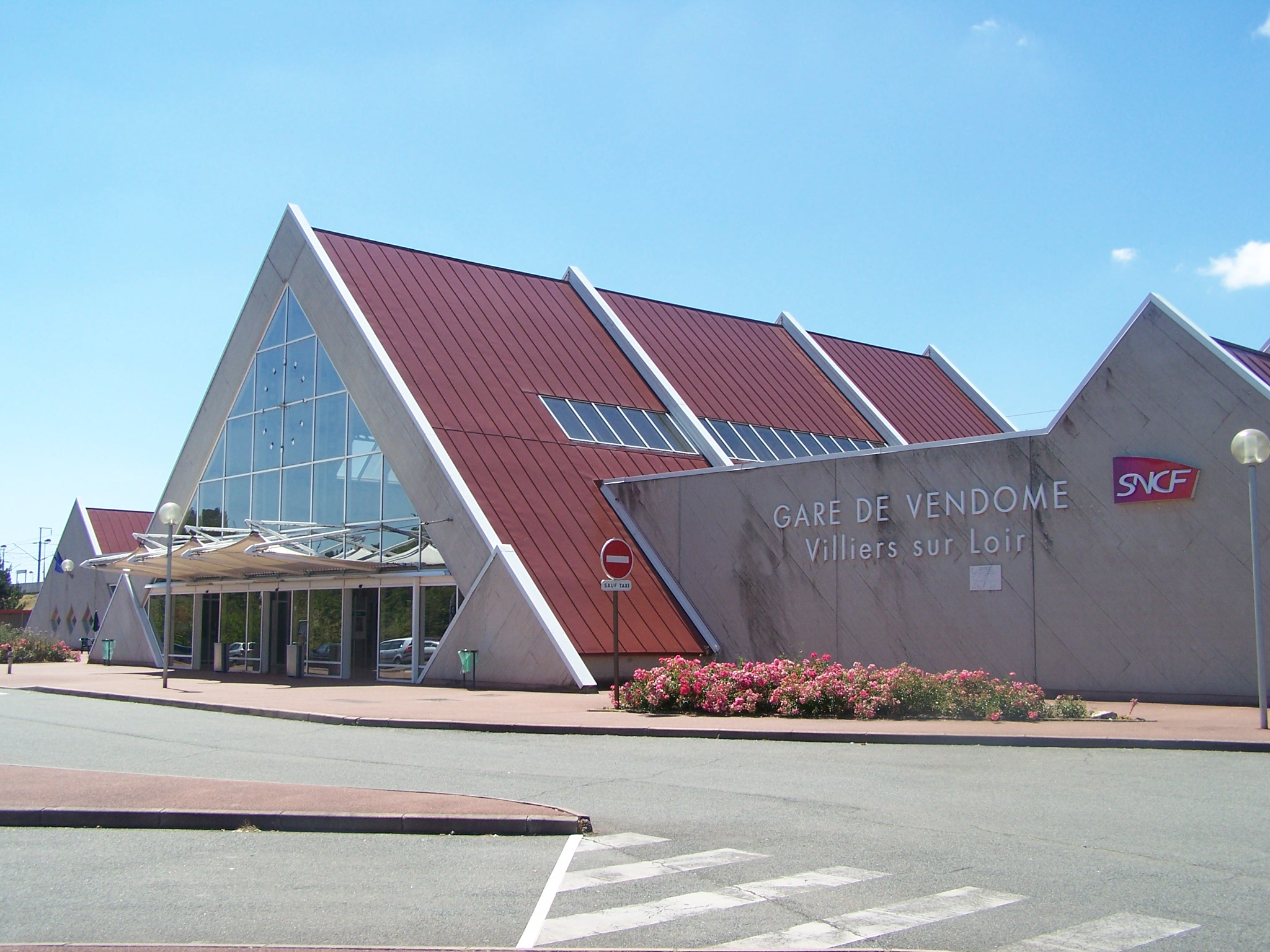
TGV-Bahnhof im Vorort Villiers-sur-Loir

## Persönlichkeiten
- Jacques Adam (1663–1735), Mitglied der Académie française
- Jean-Baptiste-Donatien de Vimeur, comte de Rochambeau (1725–1807), französischer General, Marschall von Frankreich
- Victor Dessaignes (1800–1885), Chemiker
- Aimé Charles Irvoy (1824–1898), Bildhauer
- Frédéric-Henri Oury (1842–1921), römisch-katholischer Bischof
- Marcel Perrot (1879–1969), Fechter
- Jacques-Émile Paris (1905–nach 1963), Diplomat, Botschafter
- Alain Cavalier (* 1931), Drehbuchautor und Regisseur
- Jean-Paul Rabier (* 1955), Fußballspieler und Trainer
- Geneviève Grad (1944–2024), Schauspielerin
- Anaïs Bourgoin (* 1996), Leichtathletin
- Mouctar Diakhaby (* 1996), Fußballspieler

## Städtepartnerschaft
Vendôme pflegt eine Städtepartnerschaft zu Gevelsberg.